# جوانشیر (مهران)
جوانشیر (پارسی میانه: Juvānšēr؛ ۲۸ سپتامبر ۶۱۶ – ۱ ژانویهٔ ۶۸۰) از ۶۳۷ تا ۶۸۰ میلادی پادشاه اران بود. وی به خاندان ایرانی مهران تعلق داشت و زندگی‌اش با افسانه پیوند خورده‌است.

## سال‌های اولیه
جوانشیر ابتدا زرتشتی بود، اما با مسیحی شدن پدرش، وراز گرگور، او نیز به مسیحیت گرایید. گرچه این تغییر دین برای وراز گران تمام شد، زیرا منجر به برکناری او از پادشاهی اران توسط دربار ایران گردید و بدین ترتیب، جوانشیر به جای پدرش برتخت نشست.

## پادشاهی

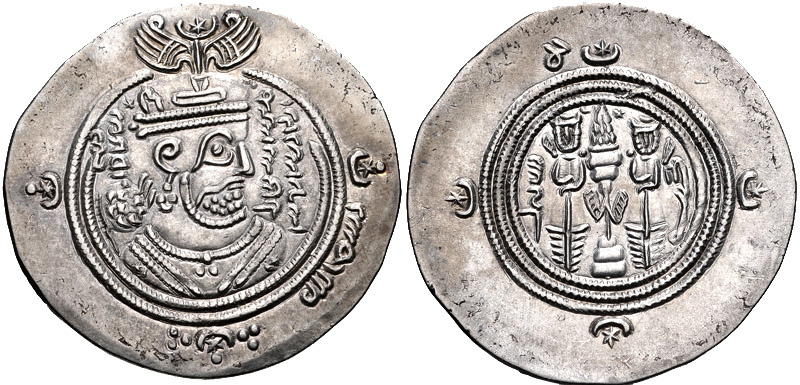
نشان دوره پادشاهی جوانشیر

جوانشیر در جریان حمله مسلمانان به ایران، در کنار سپاه ایران جنگید و به پاس شجاعتی که از خود نشان داد، یزدگرد سوم به وی دو نیزه طلایی، دو سپر طلایی و یک درفش اهدا کرد. وی در نبرد قادسیه نیز حضور داشت و سربازان ارانی سپاه ایران را رهبری می‌کرد؛ گرچه ایرانیان از مسلمانان شکست خوردند و جوانشیر نیز به همین دلیل به اران عقب‌نشینی کرد. وی به وفاداری خود به دولت ساسانی پایان داد و با ارسال نامه‌ای به قسطنطنیه، به دربار روم اعلام وفاداری کرد و امپراتور کنستانس دوم نیز در پاسخ به وی لقب شهسوار داد.
پس از اتحاد با رومیان، به همراه یک سپاه ایبری به مواضع ساسانیان در قفقاز حمله برد و دربند را به قلمروی خود ملحق کرد. با این حال، او که از جنوب خطر مسلمانان و از شمال خطر خزرها را احساس می‌کرد، با مسلمانان صلح کرد و خلیفه را به عنوان حاکم خود به رسمیت شناخت.
وی در ۶۸۰ میلادی توسط نجیب‌زادگان قلمروی خود کشته شد و وراز تیرداد یکم جانشین او شد.